# Крутіхинська сільська рада (Далматовський район)
Круті́хинська сільська рада (рос. Крутихинский сельский совет) — сільське поселення у складі Далматовського району Курганської області Росії.
Адміністративний центр — село Крутіха.
Населення сільського поселення становить 788 осіб (2017; 1003 у 2010, 1264 у 2002).

## Склад
До складу сільського поселення входять:
| Населений пункт     | Населення, осіб (2002) | Населення, осіб (2010) |
| ------------------- | ---------------------- | ---------------------- |
| Загайнова, присілок | 283                    | 196                    |
| Крутіха, село       | 981                    | 807                    |